# Rostki Wielkie (gromada)
Rostki Wielkie – dawna gromada, czyli najmniejsza jednostka podziału terytorialnego Polskiej Rzeczypospolitej Ludowej w latach 1954–1972.
Gromady, z gromadzkimi radami narodowymi (GRN) jako organami władzy najniższego stopnia na wsi, funkcjonowały od reformy reorganizującej administrację wiejską przeprowadzonej jesienią 1954 do momentu ich zniesienia z dniem 1 stycznia 1973, tym samym wypierając organizację gminną w latach 1954–1972.
Gromadę Rostki Wielkie z siedzibą GRN w Rostkach Wielkich utworzono – jako jedną z 8759 gromad na obszarze Polski – w powiecie ostrowskim w woj. warszawskim, na mocy uchwały nr VI/10/11/54 WRN w Warszawie z dnia 5 października 1954. W skład jednostki weszły obszary dotychczasowych gromad Podgórze-Gazdy, Rostki-Daćbogi, Rostki-Piotrowice, Rostki Wielkie, Zawisty Dzikie, Zawisty Nadbużne i Zawisty Podleśne ze zniesionej gminy Zaręby Kościelne w tymże powiecie. Dla gromady ustalono 11 członków gromadzkiej rady narodowej.
1 stycznia 1959 do gromady Rostki Wielkie przyłączono część obszaru wsi Rytele Święckie (tzw. Ugór-Boreczek) o powierzchni 34 ha z gromady Rytele-Olechny w powiecie sokołowskim, po czym nowa granica powiatów sokołowskiego i ostrowskiego na tym odcinku biegła korytem rzeki Bug.
31 grudnia 1959 z gromady Rostki Wielkie wyłączono wieś Rostki-Daćbogi, włączając ją do gromady Zaręby Kościelne w powiecie ostrowskim, po czym gromadę Rostki Wielkie zniesiono a jej (pozostały) obszar włączono do gromady Małkinia Górna tamże.